# محمدآباد (نی‌ریز)
محمدآباد (نی‌ریز)، روستایی از توابع بخش قطرویه شهرستان نی‌ریز در استان فارس ایران است.

## جمعیت
این روستا در دهستان ریزآب قرار دارد و بر اساس سرشماری مرکز آمار ایران در سال ۱۳۸۵، جمعیت آن ۶۲ نفر (۱۴ خانوار) بوده‌است.